# Parafia Ewangelicko-Augsburska w Karpaczu
Parafia Ewangelicko-Augsburska w Karpaczu – luterańska parafia w Karpaczu, w dzielnicy Karpacz Górny, należąca do diecezji wrocławskiej Kościoła Ewangelicko-Augsburskiego w RP. Mieści się przy ulicy Na Śnieżkę.

## Historia
Kościół Górski Naszego Zbawiciela został przeniesiony z miejscowości Vang w Norwegii do Karpacza Górnego w 1842 przez króla pruskiego Fryderyka Wilhelma IV, dzięki staraniom hrabiny Friederike Karoline von Reden. Świątynię w nowym miejscu otwarto 28 lipca 1844, jednocześnie powołana została przy niej nowa parafia obejmująca Karpacz Górny, Płóczki Górne oraz teren położony powyżej Karpacza.
9 sierpnia 1844 poświęcony został nowy cmentarz, który założono na terenie dookoła kościoła.
Ostatnim niemieckim proboszczem parafii był ks. Ernst Passauer, pełniący stanowisko od 1930. W czerwcu 1946 miał miejsce nocny napad na budynek parafialny, przeprowadzony w celu rabunkowym, podczas którego proboszcz został zastrzelony. W lecie tego samego roku parafia zakończyła działalność w wyniku wysiedleń osób narodowości niemieckiej.
Jeszcze w 1946 założona została polskojęzyczna parafia ewangelicka.

## Współczesność
Stanowisko proboszcza parafii pełni ks. Edwin Pech.
Nabożeństwa w Kościele Górskim Naszego Zbawiciela odbywają się w każdą niedzielę oraz święta. Obiekt jest również udostępniony do zwiedzania przez turystów.
Odbywają się szkółki niedzielne, lekcje religii, spotkania młodzieżowe oraz dla kobiet, godziny biblijne i spotkania dla zainteresowanych Kościołem Ewangelicko-Augsburskim.
Działalność muzyczną w parafii prowadzi Chór Ekumeniczny. Do 2011 istniał również Zespół Muzyczny Wang.
Parafia utrzymuje kontakty partnerskie ze zborami w Niemczech, Norwegii i na Węgrzech.

### Działalność diakonijna
Przy parafii działa Niepubliczny Zakład Opieki Zdrowotnej Diakonia Wang oraz Śląskie Stowarzyszenie Zakonu Joannitów. W zakresie działalności tych instytucji leży profilaktyka, leczenie i diagnostyka medyczna, pielęgniarstwo rodzinne oraz opieki długoterminowej, edukacja, szkolenia i promocja zdrowia, pomoc w zakresie zadań socjalnych, a także opieka socjalno-bytowa nad osobami starszymi, jak również przygotowywanie i podawanie posiłków. Działa wypożyczalnia sprzętu rehabilitacyjnego, jak również Klub Środowiskowy dla dzieci i młodzieży oraz Klub Integracyjny dla osób poruszających się na wózkach inwalidzkich.
Parafialna Komisja Diakonijna prowadzi służbę odwiedzinową chorych parafian w domu i szpitalu, pomoc w dotarciu do lekarza oraz w zakupach. Jest organizatorem Gwiazdki dla dzieci oraz dowozu zborowników na nabożeństwa.

### Pokoje gościnne i ośrodki wczasowe
Parafia prowadzi wynajem pokoi gościnnych położonych w budynku starej plebanii, a także jest właścicielem Ośrodka Wypoczynkowego Przy Lesie oraz domu Bezpieczna Przystań, który zamieszkiwał pisarz Gerhart Pohl.